# Montello e Colli Asolani pinot grigio
Il Montello e Colli Asolani Pinot Grigio è un vino DOC la cui produzione è consentita nella provincia di Treviso.

## Caratteristiche organolettiche
- colore: giallo paglierino o ramato secondo i sistemi di vinificazione.
- odore: intenso, caratteristico di fruttato.
- sapore: vellutato, morbido ed armonico.

## Produzione
Provincia, stagione, volume in ettolitri
- Treviso  (1992/93)  236,32
- Treviso  (1993/94)  158,27
- Treviso  (1994/95)  168,49
- Treviso  (1995/96)  216,58
- Treviso  (1996/97)  143,64